# Радіообсерваторія університету штату Огайо
Радіообсерваторія Університету штату Огайо (англ. Ohio State University Radio Observatory), також відома як «Велике вухо» (англ. Big Ear) — радіотелескоп у США, який працював на території Перкінської обсерваторії у Весліанському університеті Огайо в Делавері з 1963 по 1998 рік. Телескоп відомий найтривалішим в історії пошуком позаземного життя (1973—1995) і реєстрацією дивного сигналу «Wow!» у 1977 році, а також проведенням Огайського огляду неба (1965—1971). Телескоп був розроблений Джоном Краусом і став першим зразком типу радіотелескопів, відомих під назвою тип Крауса. В 1998 році телескоп розібрали.

## Конструкція
Телескоп був розроблений Джоном Краусом, і подібний тип радіотелескопів пізніше отримав назву типу Крауса. Телескопи типу Крауса є транзитними інструментами, у яких плоске головне дзеркало відбиває радіохвилі в бік сферичного вторинного дзеркала, яке фокусує їх у напрямку рухомої фокальної каретки. Головне дзеркало нахиляється з півночі на південь, щоб вибрати будь-який об'єкт поблизу небесного меридіана, а каретка рухається залізничною колією у напрямку схід-захід, щоб відстежувати об'єкти поблизу транзиту. Крім «Великого вуха», до телескопів типу Крауса належать радіотелескоп Нансе у Франції та південна ділянка кільця РАТАН-600 у Росії.
Головний рефлектор «Великого вуха» був плоским і мав розміри приблизно 103 метри на 33 метри, що давало йому чутливість, еквівалентну круглому радіотелескопу діаметром майже 53 метри.

## Історія
Будівництво «Великого вуха» почалося в 1956 році і було завершено в 1961 році. Спостереження почалися в 1963 році.
У 1965—1971 роках «Велике вухо» використовувалося для картографування широкосмугових радіоджерел для Огайського огляду неба, його першої програми пошуку позаземних радіоджерел.

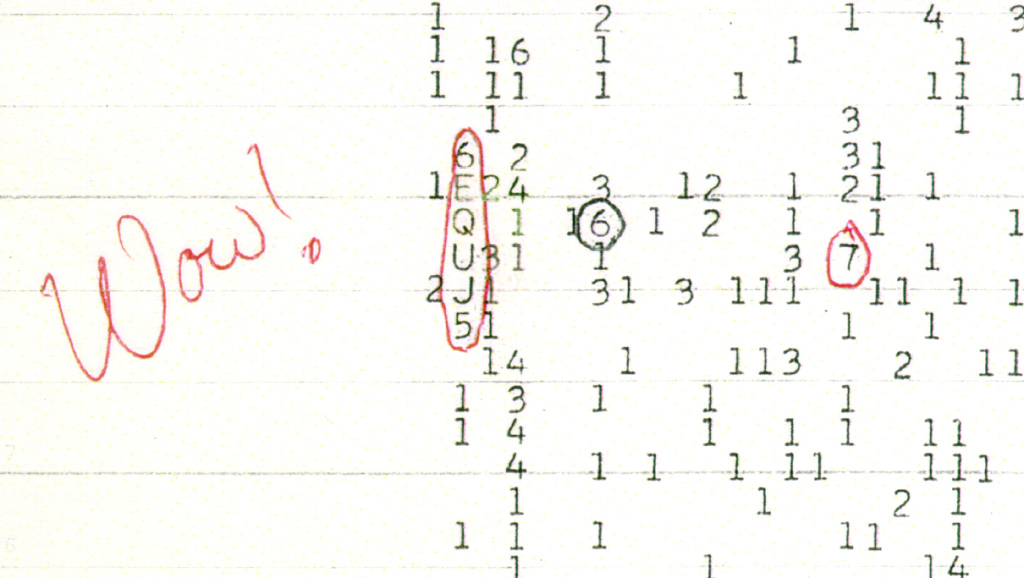
Сигнал «Wow!», представлений як «6EQUJ5» на оригінальному комп'ютерному роздруківці

З 1973 по 1995 роки «Велике вухо» використовувалося для пошуку позаземних радіосигналів, що зробило його найтривалішим проєктом SETI в історії. У 1977 році телескоп зафіксував незвичайний радіосигнал, який став відомий як сигнал «Wow!». Спостереження виявилося унікальним, бо жодних подібних сигналів пізніше не було виявлено. 1995 року «Велике вухо» було занесено до Книги рекордів Гіннеса в категорії «Найдовший позаземний пошук»:
|  | Найтривалішим повномасштабним проєктом SETI (пошук позаземного розуму) є Огайська програма SETI в Університеті штату Огайо в Колумбусі, штат Огайо, яка шукала у Всесвіті позаземні радіосигнали протягом 22 років, починаючи з 1973 року. |

Обсерваторію було розібрано в 1998 році, коли розробники придбали ділянку в університету та використали землю для розширення сусіднього поля для гольфу.

## Огляди
- Галактика Андромеди (1963)
- Огайський огляд неба (1965—1971)
- SETI (1973—1995)